# La città perduta (romanzo Poul Anderson)
La città perduta (Vault of the Ages) è un romanzo di fantascienza post apocalittica per ragazzi del 1952 scritto da Poul Anderson.

## Trama
La "Cripta del Tempo" 
(La città perduta, Poul Anderson)
Nell'anno 2500 i pochi uomini sopravvissuti ad una catastrofe nucleare vivono in uno stato primitivo, avendo perduto ogni conoscenza raggiunta in precedenza. In una città distrutta si conserva un tesoro di conoscenze, la Cripta del Tempo, lasciato per i posteri dagli uomini prima della guerra atomica; l'accesso a questo patrimonio di conoscenze è, però, considerato tabù, in quanto associato agli eventi distruttivi occorsi.
Carlo, figlio del capo tribù Dale, per aiutare il suo popolo a difendersi dalla tribù Lann, selvaggi guerrieri del nord che intendono trasferirsi nelle terre del sud occupate dai Dale, decide di sfidare il tabù.
Affrontando enormi difficoltà e rischi, dopo essere stato addirittura imprigionato dal suo stesso popolo ed aver, poi, combattuto eroicamente contro Leonardo, il figlio del capo tribù Lann, riesce a portare alla vittoria il suo popolo e a dischiudere i segreti della Cripta, che consentiranno il ritorno alla civiltà.

## Personaggi
RodolfoCapo del popolo Dale.
CarloAudace giovane guerriero Dale desideroso di conoscere. Figlio di Rodolfo
TomAmico di Carlo
GufoAmico di Carlo
RownicCustode della Cripta del Tempo
LeonardoGiovane fiero combattente, figlio del capo del popolo Lann

## Edizioni
- (EN) Poul Anderson, Vault of the ages, 1ª ed., 1952, ISBN non esistente.
- (EN) Poul Anderson, Vault of the ages, Avon Camelot, 1969, ISBN non esistente.
- Poul Anderson, La città perduta, traduzione di Sugden Moca, collana Urania n° 90, Arnoldo Mondadori Editore, 1955, ISBN non esistente.
- Poul Anderson, La città perduta, collana Oscar Ragazzi n° 32, Arnoldo Mondadori Editore, 1975, ISBN non esistente.